# Lumbricillus brunoi
Lumbricillus brunoi är en ringmaskart som beskrevs av Martinez-Ansemil 1982. Lumbricillus brunoi ingår i släktet Lumbricillus och familjen småringmaskar. Inga underarter finns listade i Catalogue of Life.